# Regeringen Trygger
Regeringen Trygger var Sveriges regering 19 april 1923–18 oktober 1924.

## Regeringens politik
Den 11 november 1923 avgick utrikesminister Hederstierna efter ha hållit ett tal om ett försvarsförbund mellan Sverige och Finland, som inte var regeringens politik, utan att notifiera den. Hans efterträdare blev Erik Marks von Württemberg.
Den 15 mars 1924 erkände Sverige Sovjetunionen och länderna tecknade samtidigt ett handelsavtal. Den 24 maj 1924 förkastade Sveriges riksdag regeringen Tryggers försvarsproposition.
Efter andrakammarvalet i september 1924 påyrkade både riksdagens socialdemokrater och de frisinnade, samt även vissa liberaler ett regeringsskifte. Den 14 oktober 1924 meddelade Trygger att han avgick, det som ett resultat av att riksdagen tidigare röstat ned regeringen Tryggers försvarsproposition till det planerade försvarsbeslutet 1924. Den 18 oktober 1924 presenterade Hjalmar Branting sin tredje socialdemokratiska regering, med nedskärning av svenska försvaret överst på dagordningen och Östen Undén blev utrikesminister. Ernst Trygger avgick samtidigt som svensk statsminister.

## Statsråd
* Statsminister eller departementschef
| Statsminister          |  | Ernst Trygger             | 19 april 1923    | 18 oktober 1924  | Allmänna valmansförbundet |
| Justitieminister       |  | Birger Ekeberg            | 19 april 1923    | 18 oktober 1924  | Partilös                  |
| Utrikesminister        |  | Carl Hederstierna         | 19 april 1923    | 11 november 1923 | Allmänna valmansförbundet |
| Utrikesminister        |  | Erik Marks von Würtemberg | 11 november 1923 | 18 oktober 1924  | Allmänna valmansförbundet |
| Försvarsminister       |  | Carl Malmroth             | 19 april 1923    | 18 oktober 1924  | Partilös                  |
| Socialminister         |  | Gösta Malm                | 19 april 1923    | 18 oktober 1924  | Partilös                  |
| Kommunikationsminister |  | Sven Lübeck               | 19 april 1923    | 18 oktober 1924  | Allmänna valmansförbundet |
| Finansminister         |  | Jacob Beskow              | 19 april 1923    | 18 oktober 1924  | Allmänna valmansförbundet |
| Ecklesiastikminister   |  | Sam Clason                | 19 april 1923    | 18 oktober 1924  | Allmänna valmansförbundet |
| Jordbruksminister      |  | David Pettersson          | 19 april 1923    | 18 oktober 1924  | Allmänna valmansförbundet |
| Handelsminister        |  | Nils Wohlin               | 19 april 1923    | 18 oktober 1924  | Partilös                  |
| Konsultativa statsråd  |  |                           |                  |                  |                           |
| Konsultativt statsråd  |  | Bror Hasselrot            | 19 april 1923    | 18 oktober 1924  | Partilös                  |
| Konsultativt statsråd  |  | Erik Stridsberg           | 19 april 1923    | 18 oktober 1924  | Partilös                  |